# Christoffer Boe
Christoffer Boe (ur. 7 maja 1974 w Rungsted Kyst) – duński reżyser i scenarzysta filmowy i telewizyjny. Współzałożyciel wytwórni AlphaVille Pictures Copenhagen w Kopenhadze, lider grupy filmowej Hr. Boe & Co. 
Laureat Złotej Kamery za najlepszy debiut reżyserski na 56. MFF w Cannes za film Rekonstrukcja (2003).

## Filmografia

### filmy krótkometrażowe (prace studenckie)
- 1999: Obsession
- 2000: Virginity
- 2001: Anxiety
- 2001: Hr. Boe & Co.'s Anxiety

### filmy fabularne
- 2003: Trier, Kidman og Cannes (film dokumentalny) w roli samego siebie
- 2003: Rekonstrukcja (Reconstruction) - scenariusz, reżyser
- 2004: Wizje Europy (Visions of Europe) - segment „Europe Does Not Exist” - scenariusz, reżyser
- 2005: Allegro - scenariusz, reżyser
- 2006: Offscreen - scenariusz, reżyser
- 2008: Kandidaten jako mężczyzna przed restauracją
- 2010: Wszystko będzie dobrze (Alting bliver god igen) - scenariusz, reżyser
- 2010: Bestia (Beast) - scenariusz, reżyser
- 2013: Seks, narkotyki i podatki (Spies & Gilstrup)

### seriale TV
- 2001: Kissmeyer Basic - scenariusz, reżyser
- 2010: Veninder på 1. klasse (serial dokumentalny)
- 2018: Kriger
- 2019: Forhøret

## Nagrody
| Rok  | Nagroda                                  | Kategoria                        | Film                 |
| ---- | ---------------------------------------- | -------------------------------- | -------------------- |
| 2003 | Złota Kamera (56. MFF w Cannes)          | Najlepszy debiut reżyserski      | Rekonstrukcja (2003) |
| 2003 | Nagroda FIPRESCI (MFF w San Sebastián)   | Najlepszy reżyser                | Rekonstrukcja (2003) |
| 2003 | Amanda                                   | Najlepszy debiutant skandynawski | Rekonstrukcja (2003) |
| 2006 | Nagroda Młodego Kina (63. MFF w Wenecji) | Najlepszy reżyser                | Offscreen (2006)     |
| 2006 | Nagroda Filmowa Rady Nordyckiej          | Najlepszy reżyser                | Offscreen (2006)     |